# Четирци
Четирци (болг. Четирци) — село в Болгарии. Находится в Кюстендилской области, входит в общину Невестино. Население составляет 169 человек.

## Политическая ситуация
В местном кметстве Четирци, в состав которого входит Четирци, должность кмета (старосты) исполняет Ицко Димитров Иванов (независимый) по результатам выборов правления кметства.
Кмет (мэр) общины Невестино — Димитр Иванов Стаменков (независимый) по результатам выборов в правление общины.